# Lärare (Sverige)

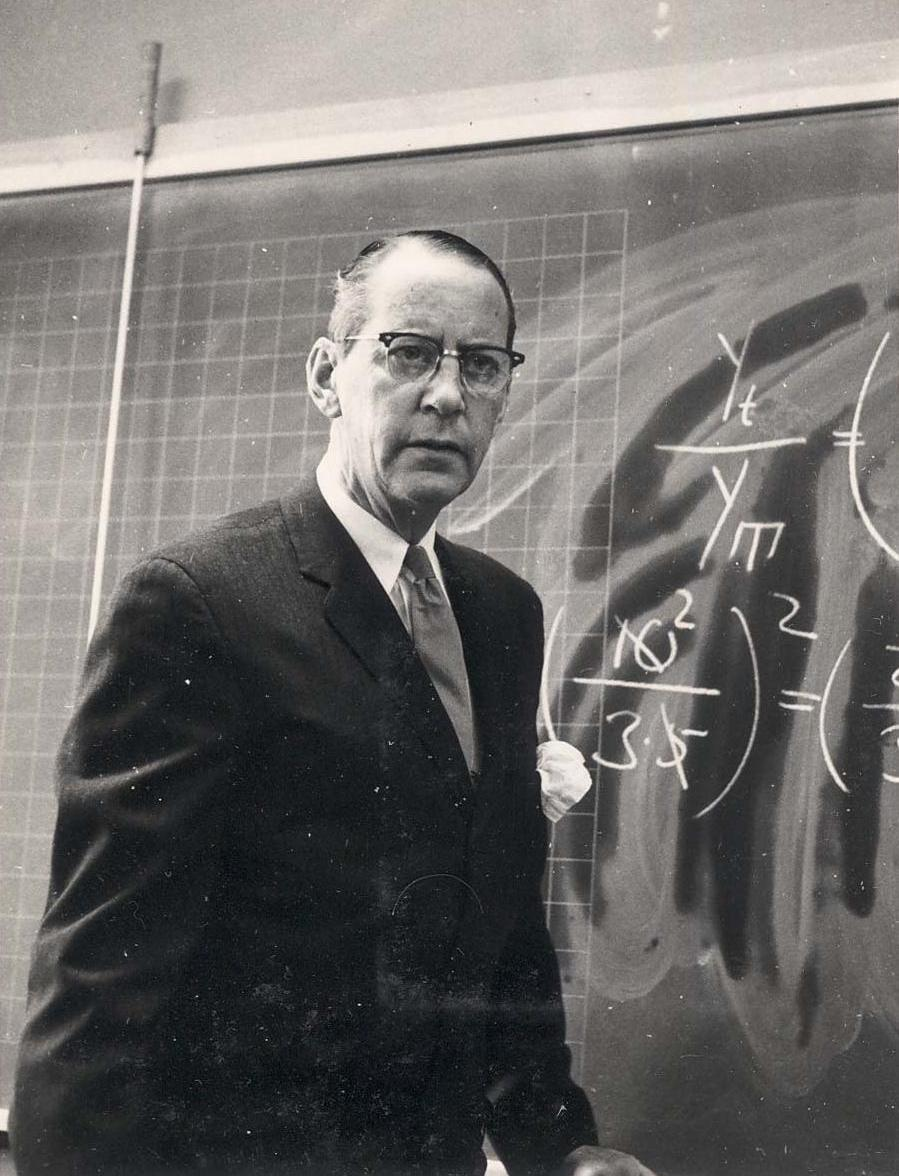
Den pensionerade armémajoren Agnar Strandberg (1899–1988) undervisade i matematik och fysik på Mörby läroverk i Danderyds köping på 1960-talet.

Lärare är bland annat en yrkestitel för dem som bedriver undervisning, oavsett om det är för vuxna eller för barn inom eller utanför skolväsendet. I Sverige finns en statlig lärarutbildning, vilken idag kräver 1,5 - 5,5 års studier beroende på inriktning. Den 2 mars 2011 fattade riksdagen beslut om att lärarlegitimation ska införas för undervisning i grundskola och på gymnasium. Lärare har vanligtvis 35 timmar reglerad arbetstid och ungefär 10 timmar så kallad förtroendearbetstid vilket ger en total arbetstid om ungefär 45 timmar per vecka  och 12 veckors semester. Men avtalen kan skilja sig mellan skolorna.

## Lärarkategorier

### Förskollärare
Förskollärare är i Sverige en person med en lärarexamen med inriktning mot förskolan. De är i första hand anställda vid förskola, öppen förskola och i förskoleklass.
Den första yrkestiteln fastställdes 1944 då kåren valde barnträdgårdslärarinna. Tidigare hade varje seminarium en egen examenstitel. I mitten av 1950-talet ändrades den till det könsneutrala förskollärare.
Utbildningen inleddes 1897 och bedrevs fram till 1977 på så kallade förskoleseminarier. Därefter fanns en särskild förskollärarutbildning på högskolorna. Sedan 2001 bedrivs utbildningen inom lärarprogrammet, och de som vill arbeta inom förskolan väljer en särskild inriktning. Utbildningen är idag minst tre och ett halvt år.
Traditionellt hade alla förskollärare förkläden på sig i jobbet för att undvika att bli smutsiga. I dag pågår diskussioner om att återinföra sådana arbetskläder av både hygieniska och praktiska skäl. Detta är dock både omodernt och praktiskt omöjligt. Däremot erbjuder de flesta förskolor av idag sin personal arbetskläder såsom fleecetröjor, skjortor och vindjacka och så vidare.

### Grundskollärare
Grundskollärare är en lärare som undervisar i grundskolan. De flesta grundskollärare i Sverige är fackligt organiserade i Lärarförbundet eller Lärarnas riksförbund.
Lärarutbildning finns vid 26 högskolor och universitet i Sverige. Utbildning sker vid institutionerna för utbildningsvetenskap. Lärarutbildningen med inriktning mot tidigare år (förskola, förskoleklass och åren 1-(5/)6 inom grundskolan) är på minst 210 hp högskolepoäng. Lärarutbildningen med inriktning mot senare år (år (6/)7-9 inom grundskolan, gymnasiet och vuxenutbildningen) är på minst 270 hp högskolepoäng. Behörigheter till gymnasienivå baseras på antal högskolepoäng, där svenska och samhällskunskap kräver 120 hp vardera till skillnad mot övriga ämnen där lärare med 90 hp i minst två ämnen är behöriga. En lärare behörig på gymnasiet är alltså behörig i det som förr kallades högstadiet.
Den sammanhållna enhetsskolan, senare grundskolan, i Sverige infördes i etapper åren 1949-1972. Det fanns då separata utbildningar för låg- och mellanstadielärare. På högstadiet undervisade adjunkter, som även var behöriga för gymnasiet.
År 1985 beslutades på initiativ av den dåvarande socialdemokratiska regeringen att införa en enhetlig utbildning för grundskollärare. Utbildningen drog igång 1988. Grunden för grundskollärarutbildningen var en statlig utredning (LUT-74). För de tidigare åren fanns inriktningarna 1-7 Sv/SO och 1-7 Ma/NO, och för de senare åren 4-9 Sv/Spr, 4-9 SO och 4-9 Ma/NO.
Mellan 1988 och 1993 var grundskollärarutbildningen, liksom all högskoleutbildning, innehållsstyrd. I början av 1990-talet genomförde den borgerliga regeringen i Sverige en högskoleform som innebar mer av målstyrning. Samtidigt gavs lärarutbildningen friare former och ett otal andra varianter började dyka upp. Grundskollärarreformen hade svårt att tränga igenom, eftersom medel för fortbildning av lärare saknades. Det ledde till att vakanta lågstadie-, mellanstadie- och högstadielärartjänster inte kom att ändras till grundskollärarsystemet, utan att grundskollärarna ofta anpassades till det i praktiken rådande äldre systemet. Då stadieindelningen officiellt avskaffades 1994 började dock tydligare förändringar ske. Den nuvarande ordningen med lärare för "tidigare år och förskola" (förskola, förskoleklass och upp till år fem eller sex) och lärare för "senare år och gymnasiet" (år sex eller sju till och med hela gymnasiet och även vuxenutbildningen) påbörjades år 2000.

### Gymnasielärare
Gymnasielärare är i Sverige en person med en lärarexamen med inriktning mot gymnasieskolan. De är i första hand anställda vid en gymnasieskola, folkhögskola eller vid komvux.
Det finns grovt sett två typer av gymnasielärare, gymnasielärare i yrkesämnen och gymnasielärare i allmänna ämnen; båda har en utbildning som omfattar cirka 270-330 hp beroende på undervisningsämnen. En gymnasielärare undervisar vanligtvis i två ämnen.

### Folkhögskollärare
Folkhögskollärare undervisar vid en folkhögskola. Utbildningen sker vid Linköpings universitet.

### Folkskollärare
Folkskollärare var i Sverige åren 1842–1968 en lärare som undervisade i den svenska folkskolans klasser 1-8, men oftast undervisade småskollärare i klasserna 1 och 2. Utbildningen skedde vid så kallade folkskoleseminarier. Vid enhetsskolans och grundskolans införande i Sverige på 1950-talet och 1960-talet började de undervisa på mellanstadiet. När lärarhögskolor införts i hela Sverige 1968 upphörde folkskollärarutbildningen, och man införde mellanstadielärare.
En stor del av de män som valde att utbilda sig till folkskollärare var från enkla sociala förhållanden. De flesta hade fäder som arbetade inom jordbruket. Kvinnor som valde att utbilda sig till folkskollärarinnor var av något högre social grupp.

### Överlärare
Överlärare kallades i Sverige tidigare arbetsledare för en folkskola. Det var bara läroverk och universitet som hade rektor på den tiden. Även andra liknande skillnader fanns, till exempel hade folkskolan "räkning" och högre skolor hade "matematik". Med införandet av enhetsskola och grundskola var rektor en av flera benämningar som blev mer enhetlig.

## Fackliga organisationer
I Sverige organiseras lärare i bland annat Lärarnas riksförbund (Saco), Lärarförbundet (TCO) och Universitetslärarförbundet (Saco).